# Gunung Berungkal
Gunung Berungkal är ett berg i Indonesien.   Det ligger i provinsen Jawa Timur, i den västra delen av landet, 700 km öster om huvudstaden Jakarta. Toppen på Gunung Berungkal är 1 038 meter över havet, eller 51 meter över den omgivande terrängen. Bredden vid basen är 0,33 km.
Terrängen runt Gunung Berungkal är huvudsakligen lite bergig.Runt Gunung Berungkal är det ganska tätbefolkat, med 222 invånare per kvadratkilometer. I omgivningarna runt Gunung Berungkal växer i huvudsak städsegrön lövskog.